# 7016 Conandoyle
7016 Conandoyle este o planetă minoră (asteroid), cu un diametru de 4,085 km, din centura de asteroizi. A fost descoperită pe 30 decembrie 1991 la Nihondaira Observatory⁠(d) de Takeshi Urata și a fost numită după Arthur Conan Doyle. 
Obiectul prezintă o orbită caracterizată de o semiaxă mare de 2,2651186 UAi, o excentricitate de 0,17, o înclinație de 4,33962 ° în raport cu ecliptica.